# История Ямайки
История Ямайки — совокупность событий на протяжении человеческой истории на территории современного государства Ямайка.

## Древние времена
Остров был заселен индейским племенем таино, родственным с араваками, в 1000 г. до н. э. Они находились на различных стадиях первобытно-общинного строя. Основным их занятием было земледелие (кукуруза, маниок, ямс, картофель, табак).

## Испанская колония (1509—1655)
Про Ямайку Колумб услышал от индейцев Кубы во время второй экспедиции. Они утверждали, что на соседнем острове, немного на юг, можно найти много золота. В мае 1494 года испанцы открыли остров и назвали его в честь королевской семьи островом Фердинанда и Изабеллы. Однако название не прижилось, и закрепилось местное, аравакское, Хаймака, что означает «земля источников».
Активная колонизация острова началась в 1509 году, который стал промежуточной базой для снабжения испанских поселений и экспедиций в Америке, что привело к быстрому истреблению индейцев в XVI веке. Первые негры-рабы из Африки были завезены в 1517 году.

## Английская колония (1655—1962)
Ямайку англичане получили в результате англо-испанской войны 1654—1660 годов. В 1655 году Оливер Кромвель послал экспедицию для захвата Ямайки во главе с адмиралом Пенном и генералом Венаблесом. 10 мая 1655 года англичане высадились в форте Пассаж, в гавани Кингстона. Испанцам было дано несколько дней, чтобы покинуть остров. Большая часть из них поплыла на Кубу. 16 июля 1670 года был подписан Мадридский договор, согласно которому от Испании остров официально переходил во владение Великобритании.
Одним из первых губернаторов острова стал генерал Дойли. В 1661 году прибыла Ассамблея из Англии, которая формально назначила Дойли губернатором. Был создан Совет, который бы помогал ему управлять вновь созданной британской колонией. Этот орган должен избираться среди колонистов.
Освоение Ямайки базировалось на широком использовании рабского труда чернокожего населения Африки. На английских плантациях Ямайки в 1690 году работало 49 тыс. рабов, а в 1820 году сюда привезли ещё 800 тыс. невольников. Сахарный тростник стал монокультурой острова, который превратился в XVIII веке в крупнейшего поставщика сахара-сырца на мировой рынок и в один из крупнейших центров работорговли в Вест-Индии. Высокой была смертность среди рабов. Так, в том же 1820 году на плантациях Ямайки осталось 340 тыс. чернокожих, то есть потери населения катастрофически превышали естественный прирост и покрывались лишь путем механического прироста. Белого же населения было всего 19 тыс. лиц. Жестокая эксплуатация и насилие вызывали многочисленные восстания негров-рабов — с середины XVII до начала XIX века на Ямайке их прошло более 30. Все они жестоко подавлялись английскими войсками.
Почти 100 лет во внутренних районах острова просуществовало несколько независимых общин марунов — беглых рабов и их потомков. Потерпев поражение в попытке победить марунов оружием, англичане заключили с ними мир (1739 год), приняв при этом их автономию. Те же должны были помогать в розыске рабов-беглецов. В 1795 году британцы спровоцировали восстание марунов и затем выселили большую их часть с острова. Маруны, которые не восстали, остались в Ямайке, где живут и поныне.
В начале XIX века возникает новый подъём движения рабов (выступления 1806, 1808, 1809, 1815, восстание 1823—1824 годов). В 1831—1832 годах в северной и западной частях восстало до 20 000 человек. 
Подавленное колонизаторами восстание ускорило отмену рабства в 1838 году. После освобождения большая часть негров ушла с плантаций, в связи с чем производство сахара в 1838-1842 годах сократилось вдвое. В октябре 1865 года в Морант-Бей вспыхнуло восстание негров, британцы жестоко расправились с повстанцами.
В конце 60-х годов в экономику Ямайки активно проникает американский капитал. На начало XX века большая часть банановых (на конец 1870-х годов бананы заняли 1 место в экспорте Ямайки) и значительная часть сахарных плантаций оказались в руках компании «Юнайтед Фрут Компани». В 1908 году появляются первые профсоюзы.
В начале XX века по миру прошла волна антиимпериалистических революций. На Ямайке прошли забастовки 1919 и 1923 годов. Во второй половине 1930-х годов из-за мирового экономического кризиса на острове прошли многочисленные забастовки и «голодные походы». В сентябре 1938 года англичане были вынуждены отменить ограничение профсоюзов, разрешить создание партий. Так были созданы Народная национальная партия, Конгресс профсоюзов Ямайки и Производственный союз Бустаманте, в 1943 году — Лейбористская партия Ямайки.
Во времена Второй Мировой войны США создали на острове военную базу. 1943 года была принята конституция, которая предоставляла всеобщее избирательное право и позволяла создание избирательной палаты представителей. В феврале-марте 1954 года прошла 30-тысячная забастовка рабочих сахарной плантации, которую подавили войска.
В 1958 году Ямайка вошла в Вест-Индскую Федерацию. В 1959 году англичанам пришлось предоставить острову внутреннюю автономию. Референдум 1961 года привел к выходу Ямайки из федерации, и 6 августа 1962 года она получила независимость.

## Независимая Ямайка
С самого начала независимости в стране была принята новая конституция, по которой Ямайка оставалась в составе Британского Содружества. В августе 1962 — январе 1967 года правительство возглавлял А. Бустаманте, председатель Лейбористской партии Ямайки. Затем у власти чередовались две партии — более консервативная Лейбористская и более левая социал-демократическая Народная национальная партия под руководством отца и сына Нормана Мэнли и Майкла Мэнли. Хотя выборы часто заканчивались беспорядками и насилием, властным институтам удавалось сохранять стабильность.
В 1962 году Ямайка стала членом ООН,в 1963 году подписала договор с США о военной и экономической поддержке. США заняли первое место в экспорте и импорте острова, они выкупили большинство предприятий и банков. 
В октябре 1968 года запрет правительства Хью Ширера Уолтеру Родни вернуться на свою преподавательскую должность в университет Вест-Индии привёл к массовым беспорядкам.
В 1969 году Ямайка вступила в Организацию Американских Государств, присоединилась к договору Тлателолько (1967).
После парламентских выборов 1972 года правительство возглавил М. Мэнли из Народной национальной партии. Власть ограничивала иностранный капитал, национализировала большую часть мощностей добычи бокситов. Ямайка подписала и ратифицировала ряд договоров по ограничению ядерного вооружения.В 1973 году Ямайка подписала договор о создании Карибского содружества в Порт-оф-Спейне.
В октябре 1980 года на выборах вновь победила Лейбористская партия, которая провозгласила курс на сближение с США.
В 1980 премьер-министр Ямайки Эдвард Сига поддержал политику Соединенных Штатов против Кубы и Гренады. Ямайка в то время получала финансовую помощь от США.
В 1989 году на остров обрушился ураган Гилберт.
В 1998 ямайские футболисты во главе с бразильским тренером Рене Симойнш заняли четвёртое место в соревнованиях за Золотой кубок КОНКАКАФ.
С 2006 г. по 2009 г. генерал-губернатором Ямайки был Кеннет Холл, который сменил на посту Говарда Кука. 26 февраля 2009 г. должность занял Патрик Аллен.
В 2007 г, премьер-министром стал Брюс Голдинг от Лейбористской партии Ямайки, заменив премьер-министра Поршу Симпсон-Миллер от Национальной народной партии. Симпсон-Миллер была первой женщиной на этой должности.